# Dư luận
Dư luận là hiện tượng tâm lý bắt nguồn từ một nhóm người, biểu hiện bằng những phán đoán, bình luận, quan điểm về một vấn đề nào đó kèm theo thái độ cảm xúc và sự đánh giá nhất định, được truyền từ người này tới người kia, nhóm này sang nhóm khác. Nó có thể được truyền đi một cách tự phát hoặc được tạo ra một cách cố ý. Nếu được lan truyền rộng rãi và lặp lại thì trở thành dư luận xã hội. Dư luận cũng có thể hình thành từ những định kiến xã hội hay là từ những tác động truyền thông, phong trào,....
Dư luận có mặt tích cực và tiêu cực dựa vào các nguồn tin mà từ đó nó hình thành. Nếu nó hình thành dựa vào nguồn tin xác thực thì sẽ trở thành thông tin hữu ích khi nói lên những gì mà mọi người nghĩ về sự việc đó, còn nếu hình thành khi không có căn cứ hoặc dựa vào nguồn thông tin không rõ ràng cho dù là cố ý hay vô ý, nó có thể tạo tin đồn nhảm và có thể bị sử dụng cho một mục đích nào đó. Dư luận đôi khi có thể xâm phạm rất mạnh vào quyền riêng tư của cá nhân cho dù là đúng hay không.
Nguyên tắc và phương pháp tiếp cận để nghiên cứu dư luận có thể được chia thành bốn loại:
- Định lượng đo lường về sự phân bổ của các luồng ý kiến.
- Điều tra của các mối quan hệ nội bộ giữa các ý kiến cá nhân đã tạo nên dư luận về một vấn đề nào đó.
- Mô tả hay phân tích về vai trò tác động vào xã hội của luồng dư luận đó.
- Nghiên cứu về phương tiện truyền thông đã phổ biến thông tin kèm theo lời bình luận của họ dùng vào việc tuyên truyền, xử lý truyền thông để tạo ra dư luận, xem nó được thực hiện với mục đích nào và cách thức dùng để tuyên truyền nó.